# Мягкославская
Мягкославская — деревня в Устьянском районе Архангельской области. Входит в состав муниципального образования «Октябрьское».

## География
Деревня расположена в южной части Архангельской области, в таёжной зоне, в пределах северной части Русской равнины, в 4 километрах на северо-запад от посёлка Октябрьский, на правом берегу реки Устья, притока Ваги. Ближайшие населённые пункты: на юге деревни Прокопцевская и Павлицево.
Часовой пояс
Мягкославская, как и вся Архангельская область, находится в часовой зоне МСК (московское время). Смещение применяемого времени относительно UTC составляет +3:00.

## Население
| 2002 | 2010 | 2012 |
| ---- | ---- | ---- |
| 26   | ↗31  | ↘24  |

## История
Указана в «Списке населённых мест по сведениям 1859 года» в составе 2-го стана Вельского уезда Вологодской губернии под номером «2429» как «Мягкославская (Некрасовская)». Насчитывала 10 дворов, 28 жителей мужского пола и 45 женского.
В материалах оценочно-статистического исследования земель Вельского уезда упомянуто, что в 1900 году в административном отношении деревня входила в состав Тарасонаволоцкого сельского общества Камкинской волости. На момент переписи в селении Мягкославское (Некрасовское) находилось 17 хозяйств, в которых проживало 54 жителя мужского пола и 52 женского.